# Những phiên bản của The Voice
The Voice phiên bản quốc tế hay bán bản quyền The Voice gốc lại để tổ chức phát sóng tại các quốc gia khác nhau đó là nhượng quyền thương mại, sau đây sẽ là bảng tổng hợp các phiên bản quốc tế đó của The Voice.

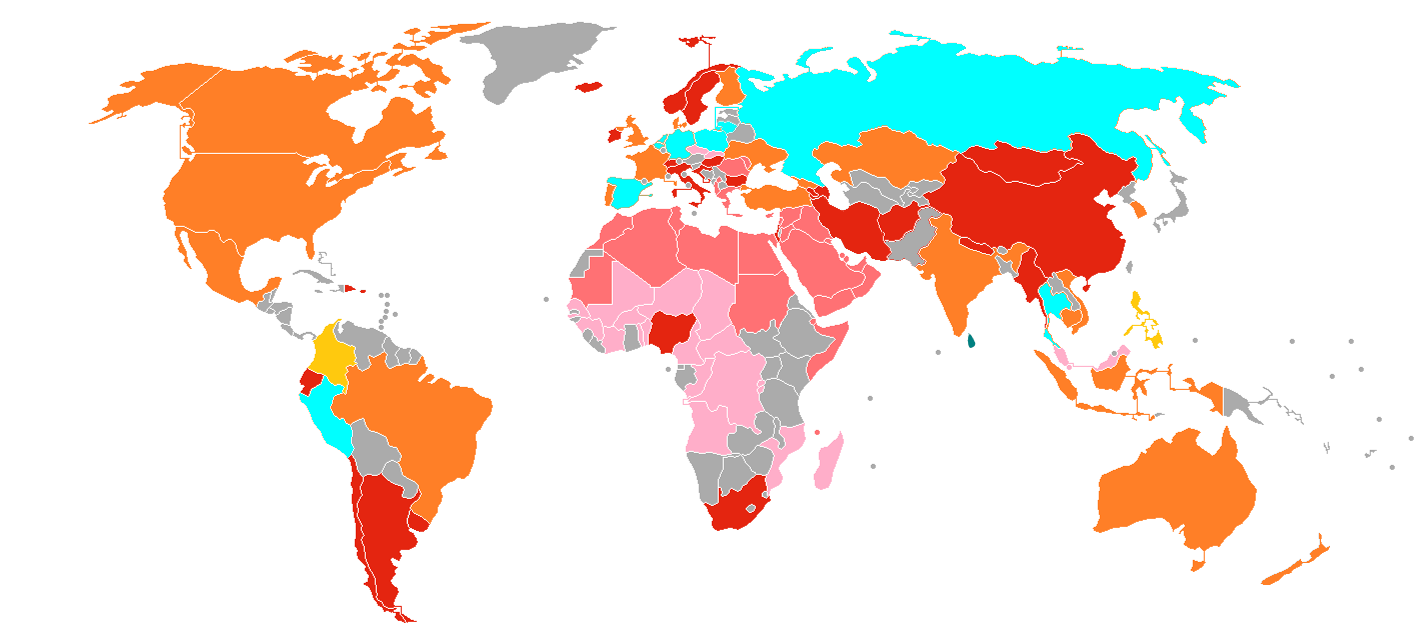
Danh sách các Quốc gia có The Voice:
Phiên bản riêng The Voice
Phiên bản riêng The Voice Teens
Có 2 phiên bản là The Voice và The Voice Kids
Có 3 phiên bản The Voice, The Voice Kids và The Voice Teens
Có 3 phiên bản The Voice, The Voice Kids và The Voice Senior
1 phần của The Voice trong phiên bản đa Quốc gia
1 phần của The Voice và The Voice Kids trong phiên bản đa Quốc gia
1 phần của The Voice, The Voice Kids và The Voice Senior trong phiên bản đa Quốc gia

Hiện nay có 511 ca sĩ đã chiến thắng The Voice, The Voice Kids , The Voice Teens và The Voice Senior tại 145 quốc gia/vùng lãnh thổ. Mỗi người chiến thắng được nhận một hợp đồng thu âm, một giải thưởng tiền tệ và một danh hiệu là "The Voice" của quốc gia đó. Người chiến thắng đầu tiên là Ben Saunders của The Voice of Holland và gần đây nhất là Maria Nelfi từ phiên bản Colombia của The Voice Senior.

## Phiên bản quốc tế
Hiện đang phát sóng
     Phát sóng mùa sau
     Đang chờ xác nhận
     Không xác định
     Đã ngưng phát sóng
     Bị hủy bỏ trong quá trình sản xuất
     Phiên bản gốc của The Voice
     Phiên bản gốc của The Voice Kids
     Phiên bản gốc của The Voice Senior
     Phiên bản gốc của The Vhttp://8.215.69.29/oice Teens
     Phiên bản gốc của The Voice RAP
     Phiên bản gốc của The Voice All Stars
     Phiên bản gốc của The Voice Generations
| Quốc gia/Lãnh thổ                          | Tên phiên bản | Phát sóng | Quán quân | Huấn luyện viên | Dẫn chương trình |
| ------------------------------------------ | --- | --- | --- | --- | --- |
| Afghanistan                                | آواز افغانستان The Voice of Afghanistan | Tolo TV (1–2) | - Mùa 1 (2013): Jawed Yosufi - Mùa 2 (2014): Najibullah Shirzad | - Aryana Sayeed (1) - Qais Ulfat (1–2) - Nazir Khara (1–2) - Obaid Juenda (1–2) - Fereshta Samah (2) | - Ahmad Popal (1) - Omid Nezami (2) |
| Africa Françafrique                        | The Voice Afrique Francophone | VoxAfrica | - Mùa 1 (2016–17): Pamela Baketana - Mùa 2 (2017–18): Victoire Biaku - Mùa 3 (2020–21): Lady Shine | - Hiện nay - Lokua Kanza - Charlotte Dipanda 20 - Hiro Le Coq (3–) - Youssoupha (2)20 - Trước đây - A'salfo (1–2)20 - Singuila (1–2) - Josey (2)20 - Nayanka Bell (3)20 | - Claudy Siar |
| Africa Françafrique                        | The Voice Afrique Francophone Kids | VoxAfrica | - Mùa 1 (TBA): Chưa phát sóng | - Sidiki Diabaté - Daphne Njie - TBA | - Willy Dumbo |
| Albania · Kosovo                           | The Voice of Albania1 | Top Channel Website | - Mùa 1 (2011–12): Rina Bilurdagu - Mùa 2 (2012–13): Venera Lumani - Mùa 3 (2013–14): Florent Abrashi - Mùa 4 (2014–15): Aslaidon Zaimaj - Mùa 5 (2016): Tiri Gjoci - Mùa 6 (2017): Klinti Çollaku | - Miriam Cani (1–2) - Elton Deda (1–3) - Aurela Gaçe (3) - Elsa Lila (4) - Alma Bektashi (1–5) - Sidrit Bejleri (1–5) - Genc Salihu (4–5) - Jonida Maliqi (5) - Alban Skënderaj (6) - Besa Kokëdhima (6) - Rona Nishliu (6) - Xuxi (6) | - Ledion Liço (1) - Marina Vjollca (1) - Kiara Tito (backstage, 5) - Mishel Rrena (backstage, 5) - Fjoralba Ponari (6) |
| Albania · Kosovo                           | '&The Voice Kids | Top Channel Website | - Mùa 1 (2013): Rita Thaçi - Mùa 2 (2018): Denis Bonjaku - Mùa 3 (2019): Altea Ali | - Alma Bektashi (1) - Altin Goci (1) - Elton Deda (1) - Eneda Tarifa (2) - Aleksandër & Renis Gjoka (2–3) - Miriam Cani (2–3) - Arilena Ara (3) | - Xhemi Shehu (1) - Ledion Liço (2) - Dojna Mema (3) - Flori Gjini (3) |
| Angola · Mozambique                        | The Voice Angola5 | Dstv (1) | - Mùa 1 (2015–16): Mariedne Feliciano | - Dji Tafinha (1) - Paulo Flores (1) - Yola Semedo (1) - Walter Ananaz (1) | - Dinamene Cruz (1) - Weza Solange (backstage, 1) |
| Liên đoàn Ả Rập                            | The Voice – أحلى صوت The Voice – Best Voice | MBC1 LBCI Website | - Mùa 1 (2012): Mourad Bouriki - Mùa 2 (2013–14): Sattar Saad - Mùa 3 (2015): Nedaa Sharara - Mùa 4 (2018): Dumooa Tahseen - Mùa 5 (2019): Mahdi Ayachi | - Hiện nay - Ahlam (4–) - Mohamed Hamaki (4–) - Samira Said (5–) - Ragheb Alama (5–) - Trước đây - Sherine (1–3) - Saber Rebaï (1–3) - Kazem al-Saher (1–3) - Elissa (4) - Assi El Helani (1–4) | - Hiện nay - Nardine Farag (4–) - Yaser Al Sakkaf (5–) - Trước đây - Arwa Goudeh (1) - Mohammad Kareem (1–2) - Aimée Sayah (2–3) - Nadine Njeim (1–2) - Moamen Nour (3) - Badr Al Zaidan (4) |
| Liên đoàn Ả Rập                            | The Voice Kids – أحلى صوت The Voice Kids – Best Voice | MBC1 LBCI Website | - Mùa 1 (2016): Lynn Hayek - Mùa 2 (2017–18): Hamza Labyad - Mùa 3 (2020): Mohamad Islam Rmeih | - Hiện nay - Nancy Ajram - Assi El Helani (3–) - Mohamed Hamaki (3–) - Trước đây - Tamer Hosny (1–2) - Kazem al-Saher (1–2) | - Hiện nay - Nardine Farag (2–) - Badr Al Zaidan (2–) - Trước đây - Aimée Sayah (1) - Moamen Nour (1) |
| Liên đoàn Ả Rập                            | The Voice Senior | MBC1 LBCI Website | - Mùa 1 (2020): Abdou Yaghi | - Melhem Zein - Samira Said - Najwa Karam - Hany Shaker | - Annabella Hilal |
| Argentina                                  | La Voz Argentina The Voice Argentina18 | Telefe Website | - Mùa 1 (2012): Gustavo Corvalán - Mùa 2 (2018): Braulio Assanelli - Mùa 3 (2021): Francisco Benitez - Mùa 4 (2022): Chưa phát sóng | - Hiện nay - Soledad Pastorutti - Ricardo Montaner (2–) - Mau y Ricky (3–) - Lali Espósito (3–) - Emilia Mernes (3–)19 - Trước đây - Miranda! (1) - El Puma (1) - Axel (1–2) - Tini Stoessel (2) | - Hiện nay - Marley - Stefi Roitman (3–) - Trước đây - Luli Fernández (1) - Candelaria Molfese (2) |
| Armenia                                    | Հայաստանի ձայնը The Voice of Armenia | Armenia TV (1–4) | - Mùa 1 (2012–13): Mary Mnjoyan - Mùa 2 (2013): Ana Khanchalyan - Mùa 3 (2014): Raisa Avanessian - Mùa 4 (2017): Hayk Ghulyan | - Tata Simonyan (1) - Arto Tunçboyaciyan (1) - Christine Pepelyan (2) - Michael Poghosyan (2) - Shushan Petrosyan (2) - Hayko† (2–3) - Sona (1, 3) - Armen Martirosyan (3) - Eva Rivas (3) - Sofi Mkheyan (1, 4) - Aramé (4) - Nune Yesayan (4) - Sevak Khanagyan (4) | - Rafael Ghazaryan (1–3) - Nazeni Hovhannisyan (1–4) - Ara Kazaryan (4) - Hakob Hakobyan (backstage, 1–3) - Hrach Muradyan (backstage, 1–3) |
| Úc                                         | The Voice | Current Seven Network (10–) Former Nine Network (1–9) | - Mùa 1 (2012): Karise Eden - Mùa 2 (2013): Harrison Craig - Mùa 3 (2014): Anja Nissen - Mùa 4 (2015): Ellie Drennan - Mùa 5 (2016): Alfie Arcuri - Mùa 6 (2017): Judah Kelly - Mùa 7 (2018): Sam Perry - Mùa 8 (2019): Diana Rouvas - Mùa 9 (2020): Chris Sebastian - Mùa 10 (2021): Bella Taylor Smith - Mùa 11 (2022): Chưa phát sóng | - Hiện nay - Guy Sebastian (8–) - Keith Urban (1, 10–) - Jessica Mauboy (10–) - Rita Ora (10–) - Trước đây - Joel Madden (solo6, 1–3) - will.i.am (3) - Kylie Minogue (3) - Ricky Martin (2–4) - Jessie J (4–5) - Joel & Benji Madden (duo6, 4–5) - Ronan Keating (5) - Seal (1–2, 6) - Joe Jonas (7) - Delta Goodrem (1–2, 4–9) - Boy George (6–9) - Kelly Rowland (6–9) | Không thông tin |
| Úc                                         | The Voice Kids | Nice Network | - Mùa 1 (2014): Alexa Curtis | - Delta Goodrem (1) - Mel B (1) - Joel & Benji Madden (1) | - Darren McMullen (1) - Prinnie Stevens (1) |
| Úc                                         | The Voice: Generations30 Phiên bản gốc | Seven Network | - Mùa 1 (2022): Chưa phát sóng | - TBA | - Sonia Kruger |
| Azerbaijan                                 | Səs Azərbaycan The Voice of Azerbaijan | Hiện nay itv (2–)24 Trước đây AzTV (1) | - Mùa 1 (2015–16): Emiliya Yaqubova - Mùa 2 (2021):Chưa phát sóng | - Hiện nay - Tünzalə Ağayeva - Murad Arif (2–) - Brilliant Dadashova (2–) - Eldar Gasimov (2–) - Trước đây - Faiq Ağayev (1) - Mübariz Tağiyev (1) - Manana Japaridze (1) | - Hiện nay - Azer Suleymanli (2-) - Trước đây - Tural Asadov (1) |
| Azerbaijan                                 | Səs Uşaqlar The Voice Kids Azerbaijan | itv24 | - Mùa 1 (2020–21): Amina Hajiyeva | - Chingiz Mustafayev - Zulfiyya Khanbabayeva - Murad Arif | - Leyla Quliyeva |
| Bỉ · Bản mẫu:FLA · Wales                   | The Voice van Vlaanderen (Hà Lan) The Voice of Flanders                                                                                                  | vtm Website | - Mùa 1 (2011–12): Glenn Claes - Mùa 2 (2013): Paulien Mathues - Mùa 3 (2014): Tom De Man - Mùa 4 (2016): Lola Obasuyi - Mùa 5 (2017): Luka Cruysberghs - Mùa 6 (2019): Ibe Wuyts - Mùa 7 (2021): Grace Khuabi - Mùa 8 (TBA): Chưa phát sóng | - Hiện nay - Koen Wauters - Natalia (1–2, 4–) - Tourist LeMC (7–) - Niels Destadsbader (7–) - Laura Tesoro (7–)19 - Trước đây - Jasper Steverlinck (1–2) - Axelle Red (3) - Regi Penxten (3) - Bent Van Looy (3–4) - Alex Callier (1–2, 5–6) - Bart Peeters (4–6) | - Hiện nay - An Lemmens - Sean D'hondt (1-3, 5–) - Trước đây - Sam De Bruyn (backstage, 4) |
| Bỉ · Bản mẫu:FLA · Wales                   | The Voice Kids (Hà Lan) | vtm Website | - Mùa 1 (2014): Mentissa Aziza - Mùa 2 (2015–16): Jens Dolleslagers - Mùa 3 (2017): Katarina Pohlodkova - Mùa 4 (2018): Jade De Rijcke - Mùa 5 (2020): Gala Aliaj | {{plainlist\| - Hiện nay - Sean D'hondt - Laura Tesoro (3–) - Gers Pardoel (4–) - K3 (trio, 4–)7,17 | - Hiện nay - Maureen Louys - Fanny Jandrain (Blinds, 10) - Trước đây - Adrien Devyver (backstage, 1–3) - Walid (backstage, 4–6) - Cécile Djunga (backstage, 7) |
| Bỉ · Bản mẫu:FLA · Wales                   | The Voice Kids Belgique(French) The Voice Kids Belgium                                                                                                   | vtm Website | - Mùa 1 (2020): Océana Siciliano | - Vitaa - Slimane - Matthew Irons | - Maureen Louys - Prezzy |
| Brasil                                     | The Voice Brasil | Rede Globo Website | - Mùa 1 (2012): Ellen Oléria - Mùa 2 (2013): Sam Alves - Mùa 3 (2014): Danilo Reis & Rafael - Mùa 4 (2015): Renato Vianna - Mùa 5 (2016): Mylena Jardim - Mùa 6 (2017): Samantha Ayara - Mùa 7 (2018): Léo Pain - Mùa 8 (2019): Tony Gordon - Mùa 9 (2020): Victor Alves - Mùa 10 (2021): Chưa phát sóng - Mùa 11 (2022): Định dạng mới | - Hiện nay - Lulu Santos - Iza (8–) - Carlinhos Brown (1–7, 9–) - Claudia Leitte (1–5, 10–) - Michel Teló (4–9, comeback stage, 10–19) - Trước đây - Daniel (1–3) - Ivete Sangalo (6–8) | - Hiện nay - Tiago Leifert - André Marques (10–) - Jeniffer Nascimento (backstage, 8–) - Trước đây - Miá Mello (2) - Fernanda Souza (3) - Daniele Suzuki (1, 4) - Mariana Rios (5–7) |
| Brasil                                     | The Voice Kids | Rede Globo Website | - Mùa 1 (2016): Wagner Barreto - Mùa 2 (2017): Thomas Machado - Mùa 3 (2018): Eduarda Brasil - Mùa 4 (2019): Jeremias Reis - Mùa 5 (2020): Kaue Penna - Mùa 6 (2021): Gustavo Bardim - Mùa 7 (2022): Chưa phát sóng | - Hiện nay - Carlinhos Brown - Gaby Amarantos (6–) - Michel Teló (6–) - Trước đây - Ivete Sangalo (1–2) - Victor & Leo (1–2) - Claudia Leitte (3–5) - Simone & Simaria (3–5) | - Hiện nay - Márcio Garcia (6–) - Thalita Rebouças (2–) - Trước đây - Tiago Leifert (1) - Kika Martinez (backstage, 1) - André Marques (2–5) |
| Brasil                                     | The Voice + The Voice Senior | Rede Globo Website | - Mùa 1 (2021): Zé Alexanddre - Mùa 2 (2022): Chưa phát sóng | - Daniel - Claudia Leitte - Ludmilla - Mumuzinho | - André Marques - Thalita Rebouças (backstage) |
| Bulgaria                                   | Гласът на България The Voice of Bulgaria | bTV Website | - Mùa 1 (2011): Steliyana Hristova - Mùa 2 (2013): Ivailo Donkov - Mùa 3 (2014): Kristina Ivanova - Mùa 4 (2017): Radko Petkov - Mùa 5 (2018): Nia Petrova - Mùa 6 (2019): Atanas Kateliev - Mùa 7 (2020): Georgi Shopov - Mùa 8 (2021): Chưa phát sóng | - Hiện nay - Ivan Lechev (4–) - Dara (8–) - Lubo Kirov (8–) - Galena (8–) - Trước đây - Mariana Popova (1) - Ivana (1) - Kiril Marichkov (1) - Preslava (2) - Yordan Karadjov (2) - Victoria Terziyska (2) - Miroslav Kostadinov (1–3) - Desi Slava (3) - Atanas Penev (3) - Orlin Goranov (3) - Poli Genova (4–5) - Grafa (4–7) - Kamelia (4–7) - Mihaela Fileva (6–7) | - Hiện nay - Ivan Tishev (8–) - Aleksandra Petkanova (7–) - Trước đây - Marten Roberto (1–3) - Victoria Terziyska (1, 3) - Yana Marinova (2) - Elina Markova (backstage, 6) - Pavell (4–7) - Venci Venc' (4–7) |
| Campuchia                                  | The Voice Cambodia | Hang Meas HDTV | - Mùa 1 (2014): Buth Seiha - Mùa 2 (2016): Thel Thai - Mùa 3 (TBA): Chưa phát sóng | - Hiện nay - TBA (3–) - TBA (3–) - TBA (3–) - TBA (3–) - Trước đây - Pich Sophea (1–2) - Nop Bayyareth (1–2) - Aok Sokunkanha (1–2) - Chhorn Sovannareach (1–2) | - Hiện nay - TBA (3–) - TBA (3–) - Trước đây - Chea Vibol (1–2) - Chan Keonimol (1–2) |
| Campuchia                                  | The Voice Kids Cambodia | Hang Meas HDTV | - Mùa 1 (2017): Pich Thai - Mùa 2 (2018): Tep Piseth | - Sokun Nisa (1) - Preap Sovath (1–2) - Aok Sokunkanha (1–2) - Sous Visa (2) | - Chea Vibol (1–2) |
| Canada · Quebec                            | La Voix3 (French) The Voice | TVA | - Mùa 1 (2013): Valérie Carpentier - Mùa 2 (2014): Yoan Garneau - Mùa 3 (2015): Kevin Bazinet - Mùa 4 (2016): Stéphanie St-Jean - Mùa 5 (2017): Ludovick Bourgeois - Mùa 6 (2018): Yama Laurent - Mùa 7 (2019): Geneviève Jodoin - Mùa 8 (2020): Josiane Comeau | - Marie-Mai (1) - Jean-Pierre Ferland (1) - Louis-Jean Cormier (2) - Ariane Moffatt (1, 4) - Isabelle Boulay (2–3, 5) - Julien Clerc (7) - Éric Lapointe (2–7) - Lara Fabian (6–7) - Alex Nevsky (6–7) - Ginette Reno (8) - Marc Dupré (1–5, 7–8) - Pierre Lapointe (3–5, 8) - Garou (6, 8) - Cœur de pirate (8) | - Charles Lafortune |
| Canada · Quebec                            | La Voix Junior (French) The Voice Junior | TVA | - Mùa 1 (2016): Charles Kardos - Mùa 2 (2017): Sydney Lallier | - Marie-Mai (1–2) - Marc Dupré (1–2) - Alex Nevsky (1–2) | - Charles Lafortune |
| Chile                                      | The Voice Chile | Canal 13 (1–2) | - Mùa 1 (2015): Luis Pedraza - Mùa 2 (2016): Javiera Flores | - Franco Simone (1) - Nicole (1–2) - Luis Fonsi (1–2) - Álvaro López (1–2) - Ana Torroja (2) | - Sergio Lagos (1–2) - Jean Philippe Cretton (1–2) |
| Trung Quốc (Mandarin)                      | The Voice of China – 中国好声音 The Voice of China – Best Voice of China                                                                                 | Zhejiang TV | - Mùa 1 (2012): Liang Bo - Mùa 2 (2013): Li Qi - Mùa 3 (2014): Zhang Bichen - Mùa 4 (2015): Zhang Lei | - Liu Huan (1) - A-mei (2) - Yang Kun (1, 3) - Chyi Chin (3) - Na Ying (1–4) - Wang Feng (2–4) - Harlem Yu (1–2, 4) - Jay Chou (4) | - Hu Qiaohua |
| Colombia                                   | La Voz Colombia The Voice Colombia | Caracol Television | - Mùa 1 (2012): Miranda - Mùa 2 (2013): Camilo Martínez | - Carlos Vives (1) - Fanny Lú (1–2) - Andrés Cepeda (1–2) - Ricardo Montaner (1–2) - Gilberto Santa Rosa (2) | - Linda Palma (1–2) - Alejandro Palacio (1–2) - Carlos Ponce (1) - Diego Saenz (backstage, 1–2) |
| Colombia                                   | La Voz Kids The Voice Kids | Caracol Television | - Mùa 1 (2014): Ivanna García - Mùa 2 (2015): Luis Mario Torres - Mùa 3 (2018): Juan Sebastian Laverde - Mùa 4 (2019): Anabelle Campaña - Mùa 5 (2021): Maria Liz | - Hiện nay - Andrés Cepeda - Natalia Jiménez (5–) - Jesús Navarro (5–) - Hiện nay - Maluma (1–2) - Fanny Lú (1–4) - Sebastián Yatra (3–4) | - Hiện nay - Laura Tobón (3–) - Laura Acuña (5–) - Trước đây - Linda Palma (1–2) - Alejandro Palacio (1–4) |
| Colombia                                   | La Voz Teens The Voice Teens Phiên bản gốc | Caracol Television | - Mùa 1 (2016): Carol Mendoza | - Gusi (1) - Gloria Martínez (1) - Andrés Cepeda (1) | - Laura Tobón (1) - Karen Martínez (1) - Catalina Uribe (1) |
| Colombia                                   | La Voz Senior The Voice Senior | Caracol Television | - Mùa 1 (2021): Maria Nelfi | - Andrés Cepeda - Natalia Jiménez - Jesús Navarro | - Laura Tobón - Laura Acuña |
| Croatia                                    | Hiện nay The Voice Hrvatska(3–) The Voice of Croatia Trước đây The Voice – Najljepši glas Hrvatske The Voice – The Most Beautiful Voice of Croatia (1–2) | HRT 1 Website | - Mùa 1 (2015): Nina Kraljić - Mùa 2 (2016): Ruža Janjiš - Mùa 3 (2019–20): Vinko Ćemeraš | - Hiện nay - Ivan Dečak - Vanna (3–) - Davor Gobac (3–) - Massimo Savić (3–) - Trước đây - Tony Cetinski (1–2) - Indira Levak (1–2) - Jacques Houdek (1–2) | - Iva Šulentić - Ivan Vukušić |
| Séc & Slovenia                             | Hiện nay The Voice Česko Slovensko(3–) Trước đây Hlas Česko Slovenska (1–2) The Voice of Czecho Slovakia                                                 | TV Nova Website Lưu trữ ngày 7 tháng 8 năm 2014 tại Wayback Machine Markíza Website | - Mùa 1 (2012): Ivanna Bagová - Mùa 2 (2014): Lenka Hrůzová - Mùa 3 (2019): Annamária d'Almeida | - Hiện nay - Josef Vojtek - Kali (3–) - Vojtěch Dyk (3–) - Jana Kirschner (3–) - Trước đây - Rytmus (1) - Dara Rolins (solo, 1) - Michal David (1–2) - Majk Spirit (2) - Dara Rolins & Marta Jandová (2) | - Hiện nay - Tereza Kerndlová (3–) - Mária Čírová (3–) - Trước đây - Leoš Mareš (1–2) - Tina (backstage, 1–2) |
| Đan Mạch · Faroe Islands · Greenland       | Voice – Danmarks største stemme Voice – The Biggest Voice of Denmark16                                                                                   | TV 2 (1–2) | - Mùa 1 (2011–12): Kim Wagner - Mùa 2 (2012): Emilie Paevatalu | - L.O.C. (1–2) - Sharin Foo (1–2) - Lene Nystrøm (1–2) - Steen Jørgensen (1) - Xander (2) | - Morten Resen (1) - Felix Smith (2) - Sigurd Kongshøj Larsen ( 1) |
| Đan Mạch · Faroe Islands · Greenland       | Voice Junior | Hiện nay Kanal 5 (6–) Website Trước đây TV 2 (1–5) | - Mùa 1 (2014): Melina Neustrup Nielsen - Mùa 2 (2014): Aland Mustafa - Mùa 3 (2015): Isabel - Mùa 4 (2016): Oliver Arndt - Mùa 5 (2017): Dafne Stilund Nielsen - Mùa 6 (2019): Camille Haven Beck | - Hiện nay - Wafande - Joey Moe - Mette Lindberg (6–) - Trước đây - Oh Land (1–5) | - Hiện nay - Ihan Hayder (6–) - Jacob Riising (6–) - Trước đây - Mikkel Kryger (1–5) - Emilie Paevatalu (1–2) - Amelia Høy (3–4) - Stephania Potalivo (5) |
| Cộng hòa Dominica                          | The Voice Dominicana | Telesistema 11 | - Mùa 1 (2021): Chưa phát sóng - Season 2, TBA: Định dạng mới | - Juan Magán - Milly Quezada - Nacho - Musicologo The Libro | - Luz García - Jhoel López |
| Ecuador                                    | La Voz Ecuador The Voice Ecuador | Teleamazonas (1–2) Website Lưu trữ ngày 19 tháng 11 năm 2016 tại Wayback Machine | - Mùa 1 (2015): Gustavo Vicuña - Mùa 2 (2016): Antonio Guerrero | - Jerry Rivera (1) - Marta Sánchez (1) - Jorge Villamizar (1) - Daniel Betancourt (1–2) - Américo (2) - Paty Cantú (2) - Joey Montana (2) | - Carlos Luís Andrade (1–2) - Constanza Baez (1) - Andrea Hurtado (2) |
| Phần Lan                                   | The Voice of Finland | Nelonen | - Mùa 1 (2011–12): Mikko Sipola - Mùa 2 (2013): Antti Railio - Mùa 3 (2014): Siru Airistola - Mùa 4 (2015): Miia Kosunen - Mùa 5 (2016): Suvi Åkerman - Mùa 6 (2017): Saija Saarnisto - Mùa 7 (2018): Jerkka Virtanen - Mùa 8 (2019): Markus Salo - Mùa 9 (2020): Juffi Seponpoika - Mùa 10 (2021): Kalle Virtanen - Mùa 11 (2022): Chưa phát sóng | - Hiện nay - Juha Tapio (9–) - Toni Wirtanen & Sipe Santapukki (duo, 9–) - Maija Vilkkumaa (10–) - Anna Puu (6–9, 11–) - Trước đây - Lauri Tähkä (1–2) - Paula Koivuniemi (1–2) - Elastinen (1–3) - Mira Luoti (3) - Anne Mattila (3) - Tarja Turunen (4–5) - Michael Monroe (1–6) - Olli Lindholm† (4–8) - Toni Wirtanen (solo, 7–8) - Redrama (4–10) - Paradise Mikko (comeback stage, 10)19 | - Hiện nay - Heikki Paasonen (5–) - Trước đây - Axl Smith (1–4) - Kristiina Komulainen (backstage, 1) - Tea Khalifa (backstage, 2) - Jenni Alexandrova (backstage, 3–5) |
| Phần Lan                                   | The Voice Kids | Nelonen | - Mùa 1 (2013): Molly Rosenström - Mùa 2 (2014): Aino Morko | - Krista Siegfrids (1–2) - Elastinen (1) - Mira Luoti (1) - Arttu Wiskari (2) - Diandra Flores (2) | - Axl Smith (1–2) - Tea Khalifa (1–2) |
| Phần Lan                                   | The Voice of Finland: All-Stars29 | Nelonen | - Mùa 1 (2021): Andrea Brosio | - Elastinen - Tarja Turunen - Michael Monroe | - Heikki Paasonen |
| Phần Lan                                   | The Voice Senior | Nelonen | - Mùa 1 (2022): New series | - TBA | - TBA |
| Pháp                                       | The Voice – la plus belle voix12 | TF1 Website Lưu trữ ngày 3 tháng 3 năm 2012 tại Wayback Machine | - Mùa 1 (2012): Stéphan Rizon - Mùa 2 (2013): Yoann Fréget - Mùa 3 (2014): Kendji Girac - Mùa 4 (2015): Lilian Renaud - Mùa 5 (2016): Slimane Nebchi - Mùa 6 (2017): Lisandro Cuxi - Mùa 7 (2018): Maëlle Pistoia - Mùa 8 (2019): Whitney Marin - Mùa 9 (2020): Abi Bernadoth - Mùa 10 (2021): Marghe Davico - Mùa 11 (2022): Chưa phát sóng | - Hiện nay - Amel Bent (9–) - Marc Lavoine (9–) - Florent Pagny (1–7, 10–) - Vianney (10–) - Trước đây - Louis Bertignac (1–2) - Jenifer (1–4, 8) - Garou (1–3, 5) - Mika (3–8) - Zazie (4–7) - Matt Pokora (6) - Soprano (8) - Julien Clerc (8) - Pascal Obispo (7, 9) - Lara Fabian (9) | - Trước đây - Nikos Aliagas - Trước đây - Virginie de Clausade (backstage, 1) - Karine Ferri (backstage, 2–10) |
| Pháp                                       | The Voice Kids | TF1 Website Lưu trữ ngày 3 tháng 3 năm 2012 tại Wayback Machine | - Mùa 1 (2014): Carla Georges - Mùa 2 (2015): Jane Constance - Mùa 3 (2016): Manuela Diaz - Mùa 4 (2017): Angélina Nava - Mùa 5 (2018): Emma Cerchi - Mùa 6 (2019): Soan Arhimann - Mùa 7 (2020): Rébecca Sayaque - Mùa 8 (2022): Chưa phát sóng | - Hiện nay - Patrick Fiori (2–) - Kendji Girac (7–) - Louane (8–) - Julien Doré (8–)7 - Trước đây - Garou (1) - Louis Bertignac (1–2) - Matt Pokora (3–4) - Amel Bent (5–6) - Jenifer (1–7) - Soprano (5–7) | - Nikos Aliagas - Karine Ferri (backstage) |
| Pháp                                       | The Voice : All-Stars29 Phiên bảng gốc | TF1 Website Lưu trữ ngày 3 tháng 3 năm 2012 tại Wayback Machine | - Mùa 1 (2021): Anne Sila - Mùa 2 (TBA): Chưa phát sóng | - Jenifer - Florent Pagny - Mika - Zazie - Patrick Fiori | - Nikos Aliagas - Karine Ferri |
| Gruzia                                     | Hiện nay The Voice საქართველო(4–) The Voice Georgia Trước đây ახალი ქართული ხმა The Voice of Georgia (1–3)                                               | Current 1tv (4–) Former Imedi TV (1–3) | - Mùa 1 (2012–13): Salome Katamadze - Mùa 2 (2013–14): Mariam Chachkhiani - Mùa 3 (2015–16): Giorgi Nadibaidze - Mùa 4 (2021): Magda Ivanishvili | - Hiện nay - Stephane Mgebrishvili (solo, 2, 4–) - Niaz Diasamidze (4–) - Salome Korkotashvili (4–) - Nikoloz Rachveli (4–) - Trước đây - Nino Chkheidze (1) - Merab Sepashvili (1) - Maia Darsmelidze & Stephane Mgebrishvili (duo, 1) - Dato Porchkhidze (1–2) - Lela Tsurtsumia (2) - Maia Darsmelidze (solo, 2) - Keti Topuria (3) - Anri Jokhadze (3) - Nodiko Tatishvili (3) - Nutsa Shanshiashvili (3) | - Hiện nay - Ruska Makashvili (4–) - Trước đây - Duta Skhirtladze (1–3) - Anna Imedashvili (1–3) |
| Gruzia                                     | ახალი საბავშო ხმა The Voice Kids | Imedi TV (1) | - Mùa 1 (2013): Reziko Didebashvili | - Eka Kakhiani (1) - Dato Porchkhidze (1) - Stephane Mgebrishvili (1) | - Samory Balde (1) - Ruska Makashvili (1) |
| Đức                                        | The Voice of Germany | ProSieben Sat.1 Website | - Mùa 1 (2011–12): Ivy Quainoo - Mùa 2 (2012): Nick Howard - Mùa 3 (2013): Andreas Kümmert - Mùa 4 (2014): Charley Ann Schmutzler - Mùa 5 (2015): Jamie-Lee Kriewitz - Mùa 6 (2016): Tay Schmedtmann - Mùa 7 (2017): Natia Todua - Mùa 8 (2018): Samuel Rösch - Mùa 9 (2019): Claudia Emmanuela Santoso - Mùa 10 (2020): Paula Dalla Corte - Mùa 11 (2021): Chưa phát sóng | - Hiện nay - Mark Forster (7–) - Nico Santos (comeback stage, 919; 10–) - Sarah Connor (11–) - Johannes Oerding (11–) - Elif Demirezer (comeback stage, 11–)19 - Trước đây - Xavier Naidoo (1–2) - The BossHoss (duo, 1–3) - Nena (1–3) - Max Herre (3) - Stefanie Kloss (solo, 4–5) - Andreas Bourani (5–6) - Samu Haber (solo, 3–4, 6–7) - Yvonne Catterfeld (solo, 6–8) - Michi Beck & Smudo (duo, 4–8) - Michael Patrick Kelly (8) - Rea Garvey (solo, 1–2, 4–5, 9) - Sido (9) - Alice Merton (9) - Samu Haber & Rea Garvey (duo, 10) - Yvonne Catterfeld & Stefanie Kloss (duo, 10) - Michael Schulte (comeback stage, 10)19                                                                                                | - Hiện nay - Thore Schölermann (2–) - Lena Gercke (5–) - Trước đây - Stefan Gödde (1) - Annemarie Carpendale (10) - Doris Golpashin (backstage, 1–4) |
| Đức                                        | The Voice Kids | Sat.1 Website | - Mùa 1 (2013): Michèle Bircher - Mùa 2 (2014): Danyiom Mesmer - Mùa 3 (2015): Noah-Levi Korth - Mùa 4 (2016): Lukas Janisch - Mùa 5 (2017): Sofie Thomas - Mùa 6 (2018): Anisa Celik - Mùa 7 (2019): Mimi & Josy - Mùa 8 (2020): Lisa-Marie Ramm - Mùa 9 (2021): Egon Werler - Mùa 10 (2022): Chưa phát sóng | - Hiện nay - Stefanie Kloss (7, 9–) - Michi Beck & Smudo (duo, 9–) - Álvaro Soler (9–) - Wincent Weiss (9–)7 - Trước đây - Tim Bendzko (1) - Henning Wehland (1–2) - Johannes Strate (2–3) - Nena & Larissa Kerner (duo, 5–6) - Mark Forster (3–7) - The BossHoss (duo, 7) - Lena Meyer-Landrut (1–4, 7–8) - Sasha Schmitz (4–5, 8) - Max Giesinger (6, 8) - Deine Freunde (duo, 8) | - Hiện nay - Thore Schölermann - Melissa Khalaj (7–) - Keanu Rapp (backstage-online, 9–) - Trước đây - Chantal Janzen (3–4) - Debbie Schippers (5–6) - Aline von Drateln (backstage, 1) - Nela Lee (backstage, 2) - Marc van Velzen (backstage-online,1–3) - Noah-Levi Korth (backstage-online, 4) - Jonas Ems (backstage-online, 5) - Iggi Kelly (backstage-online, 7) - Mimi & Josy (backstage-online, 8) |
| Đức                                        | The Voice Senior | Sat.1 Website | - Mùa 1 (2018–19): Dan Lucas - Mùa 2 (2019): Monika Smets | - Mark Forster (1) - Sasha Schmitz (1–2) - The BossHoss (duo, 1–2) - Yvonne Catterfeld (1–2) - Michael Patrick Kelly (2) | - Lena Gercke (1–2) - Thore Schölermann (1–2) |
| Hy Lạp · Síp                               | The Voice of Greece4 | Current Skai TV (3–) Sigma TV (3–) Former ANT1 (1–2) | - Mùa 1 (2014): Maria Elena Kiriakou - Mùa 2 (2015): Kostas Ageris - Mùa 3 (2016–17): Giannis Margaris - Mùa 4 (2017): Yiorgos Zioris - Mùa 5 (2018): Lemonia Beza - Mùa 6 (2019): Dimitris Karagiannis - Mùa 7 (2020–21): Ioanna Georgakopoulou - Mùa 8 (2021): Chưa phát sóng | - Hiện nay - Sakis Rouvas (3–) - Helena Paparizou (3–) - Panos Mouzourakis (3–) - Konstantinos Argyros (8–) - Trước đây - Antonis Remos (1–2) - Despina Vandi (1–2) - Melina Aslanidou (1–2) - Michalis Kouinelis (1–2) - Kostis Maraveyas (3–5) - Eleonora Zouganeli (6–7) | - Hiện nay - Giorgos Lianos (6–) - Laura Narjes (backstage, 4–5, 7–) - Trước đây - Giorgos Liagkas (1–2) - Giorgos Kapoutzidis (3–5) - Doukissa Nomikou (7) - Themis Georgantas (backstage, 1–2) - Elena Tsagrinou (backstage, 3) - Christina Bompa (backstage, 6) |
| Hy Lạp · Síp                               | The Voice Kids | ANT1 | - Mùa 1 (2014–15): Cancelled | — | — |
| Hungary                                    | The Voice – Magyarország hangja The Voice – Voice of Hungary                                                                                             | TV2 (1) | - Mùa 1 (2012–13): Dénes Pál | - Mihály Mező (1) - Tamás Somló† (1) - Malek Andrea (1) - Ferenc Molnár (1) | - Tamás Szabó Kimmel (1) - Miklós Bányai (backstage, 1) |
| Iceland                                    | The Voice Ísland The Voice Iceland | Sjónvarp Símans (1–2) | - Mùa 1 (2015): Hjörtur Traustason - Mùa 2 (2016–17): Karitas Harpa Davíðsdóttir | - Helgi Björnsson (1–2) - Salka Sól Eyfeld (1–2) - Svala Björgvinsdóttir (1–2) - Unnsteinn Manuel Stefánsson (1–2) | - Sigvaldi Kaldalóns (1–2) - Svavar Örn Svavarsson (1–2) |
| Ấn Độ                                      | The Voice India21 | Current StarPlus (3–) Former &TV (1–2) | - Mùa 1 (2015): Pawandeep Rajan - Mùa 2 (2016–17): Farhan Sabir - Mùa 3 (2019): Sumit Saini | - Hiện nay - Adnan Sami (3–) - Armaan Malik (3–) - Kanika Kapoor (3–) - Harshdeep Kaur (3–) - A. R. Rahman (3–, supercoach) - Trước đây - Shaan (1–2) - Mika Singh (1) - Sunidhi Chauhan (1) - Himesh Reshammiya (1) - Neeti Mohan (2) - Benny Dayal (2) - Salim Merchant (2) | - Hiên nay - Divyanka Tripathi (3–) - Trước đây - Karan Tacker (1) - Sugandha Mishra (2) |
| Ấn Độ                                      | The Voice India Kids | &TV (1–2) Website | - Mùa 1 (2016): Nishtha Sharma - Mùa 2 (2017–18): Manashi Saharia | - Neeti Mohan (1) - Shekhar Ravjiani (1) - Shaan (1–2) - Papon (2) - Palak Muchhal (2) - Himesh Reshammiya (2) | - Jay Bhanushali (1–2) - Sugandha Mishra (1–2) |
| Indonesia                                  | The Voice Indonesia23 | Hiện nay GTV (3–) Website Lưu trữ ngày 27 tháng 10 năm 2021 tại Wayback Machine Trước đây Indosiar (1) RCTI (2) | - Mùa 1 (2013): Billy Simpson - Mùa 2 (2016): Mario G. Klau - Mùa 3 (2018–19): Ronaldo Longa - Mùa 4 (2019): Vionita Veronika | - Hiện nay - Armand Maulana (1, 3–) - Titi DJ (3–) - Vidi Aldiano & Nino Baskoro (duo, 3–) - Isyana Sarasvati (4–) - Trước đây - Sherina Munaf (1) - Glenn Fredly† (1) - Giring Ganesha (1) - Ari Lasso (2) - Agnez Mo (2) - Kaka (2) - Judika (2) - Anggun (3) - Gamaliel Tapiheru (comeback stage, 4)19 | - Hiện nay - Ananda Omesh (3–) - Gracia Indri (backstage, 4–) - Trước đây - Darius Sinathriya (1) - Daniel Mananta (2) - Fenita Arie (backstage, 1) - Conchita Caroline (backstage, 1) - Astrid Tiar (backstage, 3) |
| Indonesia                                  | The Voice Kids Indonesia | GTV Website | - Mùa 1 (2016): Christopher Edgar - Mùa 2 (2017): Sharla Martiza - Mùa 3 (2018): Keva Hamzah - Mùa 4 (2021): Nikita Mawarni | - Hiên nay - Marcell Siahaan (3–) - Isyana Sarasvati (4–) - Yura Yunita & Rizky Febian (duo, 4–) - Trước đây - Bebi Romeo (1–2) - Muhammad Tulus (1–2) - Agnez Mo (1–3) - Kaka (3) | - Hiện nay - Ananda Omesh - Ersa Mayori (backstage, 1–2, 4–) - Okky Lukman (guest, 4) - Trước đây - Kaneishia Yusuf (online, 2) - Dian Ayu Lestari (backstage, 3) - Kimberley Fransa (online, 3) |
| Iran                                       | The Voice Persia | MBC Persia | - Mùa 1 (2021): New series | - TBA - TBA - TBA - TBA | - TBA |
| Ireland                                    | The Voice of Ireland | RTÉ One (1–5) | - Mùa 1 (2012): Pat Byrne - Mùa 2 (2013): Keith Hanley - Mùa 3 (2014): Brendan McCahey - Mùa 4 (2015): Patrick Donoghue - Mùa 5 (2016): Michael Lawson | - Brian Kennedy (1) - Sharon Corr (1–2) - Jamelia (2–3) - Dolores O'Riordan† (3) - Kian Egan (1–5) - Bressie (1–5) - Rachel Stevens (4–5) - Una Healy (4–5) | - Kathryn Thomas (1–5) - Eoghan McDermott (1–5) |
| Israel                                     | The Voice ישראל The Voice Israel | Channel 13 Reshet Website | - Mùa 1 (2012): Kathleen Reiter - Mùa 2 (2012–13): Lina Makhul - Mùa 3 (2014): Elkana Marziano - Mùa 4 (2016–17): Sapir Saban - Mùa 5 (2019): Amit Shauli | - Hiện nay - Ivri Lider (5) - Nasreen Qadri (5) - Doron Medalie (5) - Shlomi Shabat & Yuval Dayan (duo, 5) - Trước đây - Rami Kleinstein (1) - Yuval Banay & Shlomi Bracha (duo, 2) - Sarit Hadad (1–3) - Mosh Ben-Ari (3) - Miri Mesika (4) - Avraham Tal (4) - Aviv Geffen (1–4) - Shlomi Shabat (solo, 1–4) | - Hiện nay - Michael Aloni - Trước đây - Sivan Klein (backstage, 1) - Mor Silver (backstage, 1–3) - Shlomit Malka (4) |
| Ý                                          | The Voice of Italy11 | Rai 2 Rai HD Website | - Mùa 1, 2013: Elhaida Dani - Mùa 2, 2014: Suor Cristina Scuccia - Mùa 3, 2015: Fabio Curto - Mùa 4, 2016: Alice Paba - Mùa 5, 2018: Maryam Tancredi - Mùa 6, 2019: Carmen Pierri | - Riccardo Cocciante (1) - Noemi (1–3) - Piero Pelù (1–3) - Roby & Francesco Facchinetti (duo, 3) - Raffaella Carrà† (1–2, 4) - Dolcenera (4) - Emis Killa (4) - Max Pezzali (4) - J-Ax (2–3, 5) - Al Bano (5) - Cristina Scabbia (5) - Francesco Renga (5) - Morgan (6) - Gué Pequeno (6) - Elettra Lamborghini (6) - Gigi D'Alessio (6) | - Fabio Troiano (1) - Federico Russo (2–4) - Costantino della Gherardesca (5) - Carolina Di Domenico (backstage, 1) - Valentina Correani (backstage, 2–3) - Alessandra Angeli (backstage, 4) - Simona Ventura (6) |
| Ý                                          | The Voice Senior | Rai 1 | - Mùa 1, 2020: Erminio Sinni - Mùa 2, 2021: Chưa phát sóng | - Hiện nay - Gigi D'Alessio - Loredana Bertè - Clementino - Orietta Berti (2–) - Trước đây - Al Bano & Jasmine Carrisi (duo) (1) | - Antonella Clerici |
| Kazakhstan                                 | Hiện nay Qazaqstan дауысы (5–) The Voice of Kazakhstan Trước đây Qazaqstan Dauisi (1–3) Голос Казахстана14 (4) The Voice Kazakhstan                      | Hiện nay Qazaqstan TV (1–3, 5–) Trước đây Perviy Kanal Evraziya (4) | - Mùa 1, 2013–14: Shaharizat Seidakhmet - Mùa 2, 2014–15: Bauyrzhan Retbaev - Mùa 3, 2015: Murat Xayrolda - Mùa 4, 2016–17: Dinmuhammed - Mùa 5, 2021: Chưa phát sóng | - Hiện nay - Saken Maigaziyev (5–) - Alem (5–) - Mayra Muhammad (5–) - Arapbayeva Marzhan (5–) - Trước đây - Medeu Arynbaev (1–2) - Nurlan Alban (1–3) - Almas Kishkenbayev (1–3) - Madina Saduakasova (1–3) - Rustem Nurzhigit (3) - Ali Okapov (4) - Eva Becher (4) - Nurlan Abdullin (4) - Zhanna Orynbasarova (4) | - Hiện nay - Galym Kenshilik (5–) - Taukel Musilim (5–) - Trước đây - Azamat Satybaldy (1–3) - Chingiz Kapin (4) |
| Kazakhstan                                 | Голос Дети Казахстана14 The Voice Kids Kazakhstan | Perviy Kanal Evraziya (1) | - Mùa 1, 2017: Daniil Yun | - Ali Okapov (1) - Eva Becher (1) - Zhanna Orynbasarova (1) | - Chingiz Kapin (1) |
| Litva                                      | Lietuvos Balsas The Voice of Lithuania | LNK | - Mùa 1, 2012: Julija Jegorova - Mùa 2, 2013–14: Paulius Bagdanavičius - Mùa 3, 2014–15: Justina Budaitė - Mùa 4, 2015–16: Kotryna Juodzevičiūtė - Mùa 5, 2017–18: Monika Marija Paulauskaitė - Mùa 6, 2018: Gerda Šukytė - Mùa 7, 2020: Evita Cololo - Mùa 8, 2021: Meidė Šlamaitė | - Hiện nay - Donatas Montvydas (2–) - Justinas Jarutis (6–) - Moniqué (7–) - Monika Liu (7–) - Trước đây - Violeta Tarasovienė (1) - Egidijus Sipavičius (1) - Jurgis Didžiulis & Erica Jennings (duo, 1) - Merūnas Vitulskis (1–3) - Katažina Nemycko (2–3) - Arūnas Valinskas & Inga Valinskienė (duo, 2–3) - Rūta Ščiogolevaitė (4) - Aleksandras Ivanauskas-Fara (4) - Renata Norvilė & Deivis Norvilas (duo, 4) - Džordana Butkutė (5) - Leon Somov (5–6) - Inga Jankauskaitė (5–6) | - Hiện nay - Rolandas Mackevičius (4–) - KaYra (backstage, 8–) - Trước đây - Vytautas Rumšas Jr. (1) - Inga Jankauskaitė (2–3) - Rolandas Vilkončius (2–3) - Jonas Nainys (4) - Žygimantas Barysas (1) - Santa Audickaitė (2–3) - Šarūnas Kirdeikis (2–3) - Agnė Juškėnaitė (4–5) - Ignas Lelys (backstage, 6) - Karolina Meschino (7) |
| Litva                                      | Lietuvos balsas. Vaikai The Voice of Lithuania. Kids | LNK | - Mùa 1 (2019): Milėja Stankevičiūtė - Mùa 2 (2020): Matas Saukantas - Mùa 3 (2021): Džiugas Joneikis | - Hiên nay - Donatas Montvydas - Mantas Jankavičius - Moniqué (3–) - Trước đây - Monika Marija (1–2) | - Rolandas Mackevičius - Karolina Meschino (2–) |
| Litva                                      | Lietuvos balsas. Senjorai The Voice of Lithuania. Senior                                                                                                 | LNK | - Mùa 1 (2019): Gedeminas Jepšas | - Monika Marija - Justinas Jarutis - Inga Jankauskaitė - Mantas Jankavičius | |
| Việt Nam                                   | Giọng hát Việt The Voice of Vietnam | VTV3 VTV3 HD Website | - Mùa 1 (2012–13): Phạm Thị Hương Tràm - Mùa 2 (2013): Vũ Thảo My - Mùa 3 (2015): Đức Phúc - Mùa 4 (2017): Ali Hoàng Dương - Mùa 5 (2018): Trần Ngọc Ánh - Mùa 6 (2019): Hoàng Đức Thịnh | - Trần Lập† (1) - Hồ Ngọc Hà (1) - Mỹ Linh (2) - Hồng Nhung (2) - Quốc Trung (2) - Đàm Vĩnh Hưng (1–3) - Mỹ Tâm (3) - Thu Minh (1, 4) - Đông Nhi (4) - Tóc Tiên (4–5) - Noo Phước Thịnh (4–5) - Thu Phương (3, 5) - Lam Trường (5) - Tuấn Hưng (3, 6) - Tuấn Ngọc (6) - Thanh Hà (6) - Hồ Hoài Anh (6) | - Phan Anh (1–3) - Nguyên Khang (4) - Phương Mai (1) - V.Music band (1) - Yumi Dương (2) - Phạm Mỹ Linh (3) - Tim (backstage, 4) - Đặng Quỳnh Chi (4) - Phí Linh (5–6) - Ali Hoàng Dương (5–6) |
| Việt Nam                                   | Hiện nay Giọng hát Việt nhí - Thế hệ mới (8–) Trước đây Giọng hát Việt nhí(1–7) The Voice Kids of Vietnam                                                | VTV3 VTV3 HD Website | - Mùa 1 (2013): Nguyễn Quang Anh - Mùa 2 (2014): Nguyễn Thiện Nhân - Mùa 3 (2015): Trịnh Nguyễn Hồng Minh - Mùa 4 (2016): Trịnh Nhật Minh - Mùa 5 (2017): Dương Ngọc Ánh - Mùa 6 (2018): Hà Quỳnh Như - Mùa 7 (2019): Kiều Minh Tâm - Mùa 8 (2021): Lê Đăng Bách | - Hiện nay - Hồ Hoài Anh & Lưu Hương Giang (duo, 1–3, 6, 8–) - BigDaddy & Emily (duo, 8–) - Hưng Cao & Vũ Cát Tường (duo, 8–) - Trước đây - Hiền Thục (1) - Thanh Bùi (1) - Cẩm Ly (2–3) - Lam Trường (2) - Dương Khắc Linh (3) - Noo Phước Thịnh (4) - Đông Nhi & Ông Cao Thắng (4) - Vũ Cát Tường (4–5) - Soobin Hoàng Sơn (5) - Hương Tràm & Tiên Cookie (5) - Khắc Hưng & Bảo Anh ( 6) - Soobin Hoàng Sơn & Vũ Cát Tường ( 6) - Ali Hoàng Dương & Lưu Thiên Hương (7) - Dương Cầm & Hương Giang (7) - Dương Khắc Linh & Phạm Quỳnh Anh (7) | - Hiện nay - Gil Lê (7–) - Former - Thanh Thảo (1) - Trấn Thành (1) - Thanh Bạch (2–3) - Thanh Duy (2) - Jennifer Phạm (2) - Hoàng Oanh (backstage, 3) - Chi Pu (4) - Đặng Quỳnh Chi (5) - Ngô Kiến Huy (4) - Phí Linh (6) - Ali Hoàng Dương (6) - Thành Trung (5, 8) - Khả Ngân (7) |
| Malaysia · Singapore                       | The Voice – 决战好声 The Voice – Battle for the Best Voice                                                                                               | StarHub TV E City (1) Astro AEC (1) | - Mùa 1, 2017: Lim Wen Suen | - Sky Wu (1) - Ding Dang (1) - Gary Chaw (1) - Hanjin Tan (1) | - Siow Hui Mei (1) - Wong Woon Hong (1) |
| México                                     | Hiện nay La Voz (8–) The Voice Trước đây La Voz... México (1–7) The Voice... Mexico                                                                      | Hiện nay Azteca Uno (8–) Website Lưu trữ ngày 23 tháng 7 năm 2019 tại Wayback Machine Trước đây Las Estrellas (1–7) Website | - Mùa 1, 2011: Oscar Cruz - Mùa 2, 2012: Luz Maria - Mùa 3, 2013: Marcos Razo - Mùa 4, 2014: Guido Rochin - Mùa 5, 2016: Yuliana Martínez - Mùa 6, 2017: Luis Adrián Cruz - Mùa 7, 2018: Cristina Ramos - Mùa 8, 2019: Fatima Dominguez - Mùa 9, 2020: Fernando Sujo - Mùa 10, 2021: Sherlyn Sánchez - Mùa 11, 2022: Chưa phát sóng | - Hiện nay - TBA (11–) - TBA (11–) - TBA (11–) - TBA (11–) - Trước đây - Lucero (1) - Aleks Syntek (1) - Espinoza Paz (1) - Beto Cuevas (2) - Jenni Rivera† (2) - Paulina Rubio (2) - David Bisbal (3) - Marco Antonio Solís (3) - Wisin & Yandel (duo, 3) - Alejandra Guzmán (3) - Ricky Martin (4) - Julión Álvarez (4) - J Balvin (5) - Gloria Trevi (5) - Los Tigres del Norte (5) - Alejandro Sanz (1, 5) - Laura Pausini (4, 6) - Yuri (4, 6) - Carlos Vives (6) - Maluma (6–7) - Carlos Rivera (7) - Anitta (7) - Natalia Jiménez (7) - Yahir (8) - Lupillo Rivera (8) - Ricardo Montaner (8–9) - Belinda (8–9) - Christian Nodal (9) - María José (9–10) - Edith Márquez (10) - Miguel Bosé (2, 10) - Jesús Navarro (10) | - Trước đây - Eddy Vilard (9–) - Sofía Aragón (backstage, 9–) - Former - Mark Tacher (1) - Jacqueline Bracamontes (2–6) - Lele Pons (7) - Cynthia Urías (backstage, 1–2) - Lidia Ávila (backstage, 3) - Paty Cantú (backstage, 4) - Natalia Téllez (backstage, 5) - Odalys Ramírez (backstage, 6-7) - Jimena Pérez (8) |
| México                                     | La Voz Kids The Voice Kids | Hiện nay Azteca Uno (3–) Website Trước đây Las Estrellas (1–2) Website | - Mùa 1, 2017: Eduardo Barba - Mùa 2, 2019: Roberto Xavier - Mùa 3, 2021: Randy Ortiz - Mùa 4, 2022: Chưa phát sóng | - Hiện nay - TBA (4–) - TBA (4–) - TBA (4–) - TBA (4–)7 - Trước đây - Maluma (1) - Emmanuel & Mijares (duo, 1) - Rosario Flores (1) - Carlos Rivera (2) - Lucero (2) - Melendi (2) - Belinda (3) - María José (3) - Camilo (3) - Mau y Ricky (duo, 3) | - Hiện nay - Eddy Vilard (3–) - Trước đây - Yuri (1–2) - Olivia Peralta (backstage, 1–2) |
| México                                     | La Voz Senior The Voice Senior | Azteca Uno Website Lưu trữ ngày 29 tháng 7 năm 2019 tại Wayback Machine | - Mùa 1, 2019: Salvador Rivera - Mùa 2, 2021: Omar Alexander | - Lupillo Rivera (1) - Ricardo Montaner (1–2) - Belinda (1–2) - Yahir (1–2) - María José (2) | - Eddy Vilard (2) - Jimena Pérez (1) |
| Mông Cổ                                    | The Voice of Mongolia | Mongol TV Website Lưu trữ ngày 4 tháng 2 năm 2018 tại Wayback Machine | - Mùa 1, 2018: Enguun Tseyendash - Mùa 2, 2020: Yadam.Kh - Mùa 3, TBA: Chưa phát sóng | - Ononbat Sed - Bold Dorjsuren - Ulambayar Davaa - Otgonbayar Damba | - Ankhbayar Ganbold - Uuganbayar Enkhbat |
| Myanmar                                    | The Voice Myanmar | MRTV-4 | - Mùa 1, 2018: Ngwe Soe - Mùa 2, 2019: Novem Htoo - Mùa 3, 2020: N OO L | - Hiện nay - Kyar Pauk - Yan Yan Chan - Ni Ni Khin Zaw - R Zarni (2–) - Trước đây - Lynn Lynn (1) | - Tayzar Kyaw |
| Nepal                                      | The Voice of Nepal | Hiện nay Himalaya Television (2–) Trước đây Kantipur (1) Kantipur HD Website | - Mùa 1, 2018: CD Vijaya Adhikari - Mùa 2, 2019: Ram Limbu - Mùa 3, 2021: Kiran Gajmer | - Hiện nay - Pramod Kharel - Deep Shrestha - Raju Lama (2–) - Trishna Gurung (3–) - Trước đây - Sanup Paudel (1) - Abhaya Subba (1) - Astha Raut (2) | - Sushil Nepal - Oshin Sitaula |
| Nepal                                      | The Voice Kids | Himalaya Television | - Mùa 1, TBA: Định dạng mới | - Pramod Kharel - Raju Lama - Prabisha Adhikari - Milan Newar 7 | - TBA |
| Hà Lan (Phiển bản gốc)                     | The Voice of Holland Original | RTL 4 Website Lưu trữ ngày 4 tháng 8 năm 2012 tại Wayback Machine | - Mùa 1, 2010–11: Ben Saunders - Mùa 2, 2011–12: Iris Kroes - Mùa 3, 2012: Leona Philippo - Mùa 4, 2013: Julia van der Toorn - Mùa 5, 2014: O'G3NE - Mùa 6, 2015–16: Maan de Steenwinkel - Mùa 7, 2016–17: Pleun Bierbooms - Mùa 8, 2017–18: Jim van der Zee - Mùa 9, 2018–19: Dennis van Aarssen - Mùa 10, 2019–20: Sophia Kruithof - Mùa 11, 2020–21: Dani van Velthoven - Mùa 12, 2021–22: Chưa phát sóng | - Hiện nay - Ali B (4–) - Waylon (7–) - Anouk (6, 8–) - Glennis Grace (12–) - Trước đây - Jeroen van der Boom (1) - Angela Groothuizen (1–2) - Nick & Simon (duo, 1–3) - Roel van Velzen (1–3) - Trijntje Oosterhuis (3–5) - Ilse DeLange (4–5) - Marco Borsato (2–6) - Guus Meeuwis (7) - Sanne Hans (6–8) - Lil' Kleine (9–10) - Jan Smit (11) | - Hiện nay - Martijn Krabbé - Chantal Janzen (10–) - Geraldine Kemper (backstage, 10–) - Trước đây - Wendy van Dijk (1–9) - Winston Gerschtanowitz (backstage, 1–4) - Jamai Loman (backstage, 5–9) |
| Hà Lan (Phiển bản gốc)                     | The Voice Kids7 Phiên bản gốc | RTL 4 Website Lưu trữ ngày 4 tháng 8 năm 2012 tại Wayback Machine | - Mùa 1, 2012: Fabiënne Bergmans - Mùa 2, 2012–13: Laura van Kaam - Mùa 3, 2013–14: Ayoub Maach - Mùa 4, 2015: Lucas van Roekel - Mùa 5, 2016: Ésmée Schreurs - Mùa 6, 2017: Iris Verhoek - Mùa 7, 2018: Yosina Roemajauw - Mùa 8, 2019: Silver Metz - Mùa 9, 2020: Dax Hovius - Mùa 10, 2021: Emma Kok - Mùa 11, 2022: Chưa phát sóng | - Hiện nay - Ali B (5–) - Sanne Hans (9–) - Ilse DeLange (5–8, 10–) - Snelle (10–) - Trước đây - Angela Groothuizen (1–4) - Nick & Simon (duo, 1–4) - Douwe Bob (7) - Marco Borsato (1–9) - Anouk (8–9) | - Hiện nay - Jamai Loman (9–) - Buddy Vedder (11–) - Trước đây - Wendy van Dijk (1–8) - Martijn Krabbé (1–10) |
| Hà Lan (Phiển bản gốc)                     | The Voice Senior Phiên bản gốc | RTL 4 Website Lưu trữ ngày 4 tháng 8 năm 2012 tại Wayback Machine | - Mùa 1, 2018: Jimi Bellmartin† - Mùa 2, 2019: Ruud Hermans - Mùa 3, 2020: Henny Thijssen - Mùa 4, 2021: Phil Bee | - Hiện nay - Ilse DeLange - Angela Groothuizen - Frans Bauer (2–) - Gerard Joling (solo, 3–) - Trước đây - Geer & Goor (duo, 1) - Marco Borsato (1–2) | - Hiện nay - Martijn Krabbé - Lieke van Lexmond (2–) - Trước đây - Wendy van Dijk (1) |
| Niger                                      | The Voice Nigeria | Africa Magic | - Mùa 1, 2016: A'rese - Mùa 2, 2017: Idyl - Mùa 3, 2021: Esther Benyeogo | - Hiện nay - Waje - Yemi Alade (2–) - Falz (3–) - Darey (3–) - Trước đây - 2Baba (1) - Patoranking (1–2) - Timi Dakolo (1–2) | - Hiện nay - Toke Makinwa (3–) - Nancy Isime (3–) - Trước đây - IK Osakioduwa (1–2) - Stephanie Coker (backstage, 1–2) |
| Niger                                      | The Voice Kids | TBA | - Mùa 1, 2021: Định dạng mới | - TBA | - TBA |
| Na Uy                                      | The Voice – Norges beste stemme The Voice – Norway's Best Voice                                                                                          | TV2 Website | - Mùa 1, 2012: Martin Halla - Mùa 2, 2013: Knut Marius - Mùa 3, 2015: Yvonne Nordvik Sivertsen - Mùa 4, 2017: Thomas Løseth - Mùa 5, 2019: Maria Engås Halsne - Mùa 6, 2021: Erlend Gunstveit - Mùa 7, 2022: Upcoming Season | - Hiện nay - Yosef Wolde-Mariam (1, 3–) - Espen Lind (2–3, 6–) - Matoma (6–) - Ina Wroldsen (6–) - Trước đây - Magne Furuholmen (1) - Tommy Tee (2) - Lene Nystrøm (2) - Sondre Lerche (1–3) - Hanne Sørvaag (1, 3) - Lene Marlin (4–5) - Morten Harket (4–5) - Martin Danielle (4–5) | - Øyvind Mund - Maria Bodøgaard (backstage) |
| Perú                                       | La Voz Peru The Voice Peru | Latina Television | - Mùa 1, 2013: Daniel Lazo - Mùa 2, 2014: Ruby Palomino - Mùa 3, 2015: Yamilet de la Jara - Mùa 4, 2021: Marcela Navarro | - Current - Eva Ayllón - Guillermo Dávila (4–) - Mike Bahía (4–) - Daniela Darcourt (4–) - Former - Jerry Rivera (1–2) - El Puma (1–2) - Kalimba (1–2) - Gian Marco Zignago (3) - Álex Lora (3) - Luis Enrique (3) | - Hiện nay - Cristian Rivero - Karen Schwarz (Live shows, 4–) - Trước đây - Diego Ubierna (1–2) - Jesús Alzamora (3) |
| Perú                                       | La Voz Kids The Voice Kids | Latina Television | - Mùa 1, 2014: Amy Gutiérrez - Mùa 2, 2015: Sofía Hernández - Mùa 3, 2016: Nicolás Parra - Mùa 4, 2021 : Chưa phát sóng | - Hiện nay - Eva Ayllón - Daniela Darcourt (4–) - Joey Montana (4–) - Christian Yaipén (4–)7 - Trước đây - Anna Carina (1–3) - Luis Enrique (3) - Kalimba (1–2) | - Hiện nay - Cristian Rivero - Gianella Neyra (4–) - Trước đây - Almendra Gomelsky (1) - Gigi Mitre (2) - Katia Condos (3) |
| Perú                                       | La Voz Senior The Voice Senior | Latina Television | - Mùa 1, 2021: Mito Plaza | - Eva Ayllón - Pimpinela (1) - Daniela Darcourt - Tony Succar | - Cristian Rivero - Karen Schwarz (Live shows) |
| Philippines                                | The Voice of the Philippines | ABS-CBN Kapamilya Channel Jeepney TV | - Mùa 1, 2013: Mitoy Yonting - Mùa 2, 2014–15: Jason Dy | - apl.de.ap (1–2) - Sarah Geronimo (1–2) - Bamboo Mañalac (1–2) - Lea Salonga (1-2) | - Toni Gonzaga (1–2) - Luis Manzano (2) - Robi Domingo (backstage, 1–2) - Alex Gonzaga (backstage, 1–2) |
| Philippines                                | The Voice Kids | ABS-CBN Kapamilya Channel Jeepney TV | - Mùa 1, 2014: Lyca Gairanod - Mùa 2, 2015: Elha Nympha - Mùa 3, 2016: Joshua Oliveros - Mùa 4, 2019: Vanjoss Bayaban | - Hiện nay - Lea Salonga - Bamboo Mañalac - Sarah Geronimo (1–2, 4–) - Trước đây - Sharon Cuneta (3) | - Hiện nay - Toni Gonzaga (4–) - Robi Domingo (backstage, 2–) - Kaladkaren Davila (online, 4–) - Jeremy Glinoga (online, 4–) - Trước đây - Luis Manzano (1–3) - Alex Gonzaga (1) - Yeng Constantino (2) - Kim Chiu (3) |
| Philippines                                | The Voice Teens | ABS-CBN Kapamilya Channel Jeepney TV | - Mùa 1, 2017: Jona Marie Soquite - Mùa 2, 2020: Đội chiến thắng là Coach28 | - Hiện nay - Lea Salonga - Sarah Geronimo - Bamboo Mañalac - apl.de.ap (2–) - Trước đây - Sharon Cuneta (1) | - Hiện nay - Luis Manzano - Alex Gonzaga (2–) - Kaladkaren Davila (online, 2–) - Jeremy Glinoga (online, 2–) - Trước đây - Toni Gonzaga (1) - Robi Domingo (online, 1) |
| Ba Lan                                     | The Voice of Poland | TVP2 Website | - Mùa 1, 2011: Damian Ukeje - Mùa 2, Spring 2013: Natalia Sikora - Mùa 3, 2013: Mateusz Ziółko - Mùa 4, 2014: Juan Carlos Cano - Mùa 5, 2014: Aleksandra Nizio - Mùa 6, 2015: Krzysztof Iwaneczko - Mùa 7, 2016: Mateusz Grędziński - Mùa 8, 2017: Marta Gałuszewska - Mùa 9, 2018: Marcin Sójka - Mùa 10, 2019: Alicja Szemplińska - Mùa 11, 2020: Krystian Ochman - Mùa 12, 2021: Không phát sóng | - Hiện nay - Tomson & Baron (duo, 2–8, 10–) - Justyna Steczkowska (2, 4–5, 12–) - Marek Piekarczyk (2–5, 12–) - Sylwia Grzeszczak (12–) - Trước đây - Anna Dąbrowska (1) - Kayah (1) - Nergal (1) - Natalia Kukulska (7) - Andrzej Piaseczny (1, 6–8) - Maria Sadowska (3–4, 6–8) - Patrycja Markowska (2, 9) - Grzegorz Hyży (9) - Piotr Cugowski (9) - Margaret (10) - Kamil Bednarek (10) - Michał Szpak (8–11) - Urszula Dudziak (11) - Edyta Górniak (3, 5–6, 11) | - Hiện nay - Tomasz Kammel (2–) - Małgorzata Tomaszewska–Słomina (backstage, 11; main, 12-) - Aleksander Sikora (backstage, 12-) - Michał Szczygieł (backstage, 12-) - Trước đây - Hubert Urbański (1) - Marika (2–4) - Magdalena Mielcarz (1, 5) - Halina Mlynkova (6) - Barbara Kurdej-Szatan (7–9) - Mateusz Szymkowiak (backstage, 1) - Iga Krefft (backstage, 2) - Marta Siurnik (backstage, 3–5) - ReZigiusz (backstage, 6) - Łukasz Jakubiak (backstage, 7) - Krzysztof Jankowski (backstage, 9) - Marcelina Zawadzka (backstage, 8, 10) - Maciej Musiał (backstage, 2–9; main, 10–11) - Adam Zdrójkowski (backstage, 10–11) |
| Ba Lan                                     | The Voice Kids | TVP2 Website | - Mùa 1, 2018: Roksana Węgiel - Mùa 2, 2019: Anna Dąbrowska - Mùa 3, 2020: Marcin Maciejczak - Mùa 4, 2021: Sara Egwu James - Mùa 5, 2022: Chưa phát sóng | - Hiện nay - Dawid Kwiatkowski - Tomson & Baron (duo) - Cleo (2–) - Trước đây - Edyta Górniak (1) | - Hiện nay - Tomasz Kammel - Ida Nowakowska (3–) - Antoni Scardina (backstage, 2–) - Oliwier Szot (backstage, 4–) - Trước đây - Barbara Kurdej-Szatan (1–2) - Adam Zdrójkowski (backstage, 1) - Leon Paszek (backstage, 1) - Witold Sosulski (backstage, 1) - Jan Dąbrowski (2–3) |
| Hoa Kỳ · và Một số quốc gia vùng Caribbean | The Voice8(English) | NBC Website | - Mùa 1, 2011: Javier Colon - Mùa 2, 2012: Jermaine Paul - Mùa 3, 2012: Cassadee Pope - Mùa 4, 2013: Danielle Bradbery - Mùa 5, 2013: Tessanne Chin - Mùa 6, 2014: Josh Kaufman - Mùa 7, 2014: Craig Wayne Boyd - Mùa 8, 2015: Sawyer Fredericks - Mùa 9, 2015: Jordan Smith - Mùa 10, 2016: Alisan Porter - Mùa 11, 2016: Sundance Head - Mùa 12, 2017: Chris Blue - Mùa 13, 2017: Chloe Kohanski - Mùa 14, 2018: Brynn Cartelli - Mùa 15, 2018: Chevel Shepherd - Season 16, Spring 2019: Maelyn Jarmon - Mùa 17, 2019: Jake Hoot - Mùa 18, 2020: Todd Tilghman - Mùa 19, 2020: Carter Rubin - Mùa 20, 2021: Cam Anthony - Mùa 21, 2021: Current season | - Hiện nay - Blake Shelton - Kelly Clarkson (14–) - John Legend (16–) - Ariana Grande (21–) - Trước đây - CeeLo Green (1–3, 5) - Usher (4, 6) - Shakira (4, 6) - Christina Aguilera (1–3, 5, 8, 10) - Pharrell Williams (7–10) - Miley Cyrus (11, 13) - Alicia Keys (11–12, 14) - Jennifer Hudson (13, 15) - Adam Levine (1–16) - Bebe Rexha (comeback stage, 16)19 - Gwen Stefani (7, 9, 12, 17, 19) - Nick Jonas (18, 20) - Kelsea Ballerini (comeback stage, 15, battles, 20)19 | - Hiện nay - Carson Daly - Trước đây - Alison Haislip (backstage, 1) - Christina Milian (backstage, 2–4) |
| Hoa Kỳ · và Một số quốc gia vùng Caribbean | La Voz Kids (Spanish)25 The Voice Kids | Telemundo Website | - Mùa 1, 2013: Paola Guanche - Mùa 2, 2014: Amanda Mena - Mùa 3, 2015: Jonael Santiago - Mùa 4, 2016: Christopher Rivera | - Paulina Rubio (1) - Roberto Tapia (1–2) - Prince Royce (1–2) - Natalia Jiménez (2–4) - Daddy Yankee (3–4) - Pedro Fernández (3–4) | - Jorge Bernal (1–4) - Daisy Fuentes (1–3) - Patricia Manterola (4) |
| Hoa Kỳ · và Một số quốc gia vùng Caribbean | La Voz(Spanish) The Voice | Telemundo Website | - Mùa 1, 2019: Jeidimar Rijos - Mùa 2, 2020: Sammy Colon | - Luis Fonsi (1–2) - Alejandra Guzmán (1–2) - Wisin (1–2) - Carlos Vives (1–2) - Mau y Ricky (duo, comeback stage, 2)19 | - Hiện nay - Jorge Bernal - Jacqueline Bracamontes - Nastassja Bolívar (backstage, 2–) - Trước đây - Jéssica Cediel (backstage, 1) |
| Uruguay                                    | La Voz Uruguay The Voice Uruguay | Canal 10 | - Mùa 1, 2022: Chưa phát sóng | - Rubén Rada - Agustín Casanova - TBA - Lucas Sugo | - TBA |
| Thái Lan                                   | Channel 3]] (1–5) 3 HD (1–5) True4U (1–5) Website Lưu trữ ngày 29 tháng 8 năm 2013 tại Wayback Machine                                                   | - Mùa 1, 2013: Kuljira Tongkham - Mùa 2, 2014: Pornsawun Yanvaro - Mùa 3, 2015: Natharika Phetfu - Mùa 4, 2016: Jedsada Sukharom - Mùa 5, 2017: Siripong Srisukha - Mùa 6, 2019: Mac-Sirichai Chaiyakul - Mùa 7, 2020: Gracy Phattanan | - Hiện nay - Tik Shiro (4–) - Joke So Cool (6–) - Mam Patcharida (6–) - Wan Thanakrit (7–)7 - Trước đây - Two Popetorn (1) - Zani Nipaporn (1–3) - Parn Thanaporn (1–3) - Sumet & The Punk (duo, 2–3) - Tongneng Rudklao (4–5) - Lula (4–6) | - Hiện nay - Songsit Rungnopakunsi - Sawitree Sutthichanon (6–) - Trước đây - Rinlanee Sripen (1–5) | |
| The Voice Senior                           | PPTV36 Website Lưu trữ ngày 29 tháng 8 năm 2013 tại Wayback Machine                                                                                      | - Mùa 1, 2019: Sanae Damkham - Mùa 2, 2020: Ah Fort | - Hiện nay - Stamp Apiwat - Tam Charas - Kong Saharat - Took Viyada (2–) - Trước đây - Parn Thanaporn (1) | - Songsit Rungnopakunsi | |
| Thổ Nhĩ Kỳ                                 | O Ses Türkiye The Voice Turkey | Current TV8 (4–) Website Former Show TV (1) Star TV (2–3) | - Mùa 1, 2011–12: Oğuz Berkay Fidan - Mùa 2, 2012–13: Mustafa Bozkurt - Mùa 3, 2013–1427: Hasan Doğru - Mùa 4, 2014–15: Elnur Hüseynov - Mùa 5, 2015–16: Emre Sertkaya - Mùa 6, 2016–17: Dodan Özer - Mùa 7, 2017–18: Lütfiye Özipek - Mùa 8, 2018–19: Ferat Üngür - Mùa 9, 2019–20: Alkan Dalgakıran - Mùa 10, 2021: TBA | - Hiện nay - Murat Boz (1–3, 5–) - Beyazıt Öztürk (8–) - Ebru Gündeş (3–5, 10–) - Oğuzhan Koç (10–) - Trước đây - Mustafa Sandal (1–2) - Hülya Avşar (1–2) - Mazhar Alanson & Özkan Uğur (duo, 4) - Gökhan & Hakan Özoğuz (duo6, 5–6) - Sibel Can (6) - Gökhan Özoğuz (solo6, 3–4, 7) - Yıldız Tilbe (7) - Seda Sayan (8–9) - Hadise (1–9) | - Acun Ilıcalı - Hiện nay - Alp Kırşan (1–3) - Zeynep Dörtkardeşler (4–9) |
| Thổ Nhĩ Kỳ                                 | O Ses Çocuklar7 The Voice Kids | Star TV (1) TV8 (2–3) | - Mùa 1, 2014: Şahin Kendirci - Mùa 2, 2015: Bade Karakoç - Mùa 3, 2016: Derin Yeğin | - Hadise (1–3) - Murat Boz (1–2) - Mustafa Ceceli (1–2) - Oğuzhan Koç (2–3) - Burak Kut (3) | - Jess Molho (1–3) - Sinem Yalçinkaya (backstage, 1) - Zeynep Dörtkardeşler (backstage, 2–3) |
| Thổ Nhĩ Kỳ                                 | O Ses Türkiye RAP The Voice Turkey RAP | Exxen | - Mùa 1, 2021: Ekin Koşar | - Eypio - Hadise - Mero - Murda | - Heja |
| Ukraina                                    | Голос країни14 The Voice of Ukraine | 1+1 Website | - Mùa 1, 2011: Ivan Hanzera - Mùa 2, 2012: Pavlo Tabakov - Mùa 3, 2013: Anna Hodorovskaya - Mùa 4, 2014: Igor Grohotsky - Mùa 5, 2015: Anton Kopytin - Mùa 6, 2016: Vitalina Musienko - Mùa 7, 2017: Aleksander Klimenko - Mùa 8, 2018: Elena Lutsenko - Mùa 9, 2019: Oksana Mukha - Mùa 10, 2020: Roman Sasanchyn26 - Mùa 11, 2021: Serhiy Lazanovskyi - Mùa 12, 2022: TBA | - Current - TBA (12–) - TBA (12–) - TBA (12–) - TBA (12–) - Former - Ruslana (1) - Stas Piekha (1) - Diana Arbenina (1–2) - Valeriya (2) - Oleh Skrypka (2–3) - Ani Lorak (4) - Sergey Lazarev (4) - Tamara Gverdtsiteli (4) - Oleksandr Ponomariov (1–3, 5) - Svyatoslav Vakarchuk (3–6) - Ivan Dorn (6) - Jamala (7–8) - Sergey Babkin (7–8) - Potap (solo, 5–9) - Potap & NK (duo, 10) - Dan Balan (9–10) - Tina Karol (3, 5–11) - Monatik (9–11) - Oleh Vynnyk (11) - Nadya Dorofeeva (11) | - Hiện nay - Yuri Gorbunov (5–) - Kateryna Osadcha (1–3, 6–) - Slava Demin (backstage, 11-) - Trước đây - Andriy Domans'ky (1–3) - Olha Freimut (4–5) - Anatoliy Anatolich (backstage, 1–3) - Mykyta Dobrynin (backstage, 1–3) - Artem Gagarin (backstage, 8) - Roma Geniy (backstage, 10) |
| Ukraina                                    | Голос. Діти14 The Voice Kids | 1+1 Website | - Mùa 1, 2012–13: Anna Tkach - Mùa 2, 2015: Roman Sasanchyn26 - Mùa 3, 2016: Elina Ivaschenko - Mùa 4, 2017: Daneliya Tuleshova - Mùa 5, 2019: Oleksandr Zazarashvyli | - Oleh Skrypka (1) - LOBODA (1) - Tina Karol (1–3) - Potap (2–3) - Monatik (3–4) - Natalia Mohylevska (2, 4) - Vremya i Steklo (duo, 4–5) - Jamala (5) - Dzidzio (5) | - Hiện nay - Kateryna Osadcha - Yuri Gorbunov (2–) - Trước đây - Andriy Domansky (1) |
| Anh Quốc                                   | The Voice UK | Hiện nay ITV (6–)24 Website Trước đây BBC One (1–5) Website | - Mùa 1, 2012: Leanne Mitchell - Mùa 2, 2013: Andrea Begley - Mùa 3, 2014: Jermain Jackman - Mùa 4, 2015: Stevie McCrorie - Mùa 5, 2016: Kevin Simm - Mùa 6, 2017: Mo Adeniran - Mùa 7, 2018: Ruti Olajugbagbe - Mùa 8, 2019: Molly Hocking - Mùa 9, 2020: Blessing Chitapa - Mùa 10, 2021: Craig Eddie - Mùa 11, 2022: TBA | - Hiện nay - will.i.am - Sir Tom Jones (1–4, 6–) - Olly Murs (7–) - Anne-Marie (10–) - Trước đây - Danny O'Donoghue (1–2) - Jessie J (1–2) - Kylie Minogue (3) - Ricky Wilson (3–5) - Rita Ora (4) - Boy George (5) - Paloma Faith (5) - Gavin Rossdale (6) - Jennifer Hudson (6–8) - Meghan Trainor (9) | - Hiện nay - Emma Willis (3–) - AJ Odudu (backstage, 8–) - Trước đây - Holly Willoughby (1–2) - Reggie Yates (backstage, 1–2) - Marvin Humes (backstage, 3–5) - Cel Spellman (backstage, 6) - Jamie Miller (backstage, 7) - Vick Hope (backstage, 7) |
| Anh Quốc                                   | The Voice Kids | ITV24 Website | - Mùa 1, 2017: Jess Folley - Mùa 2, 2018: Daniel Davies - Mùa 3, 2019: Sam Wilkinson - Mùa 4, 2020: Justine Afante - Mùa 5, 2021: TBA - Mùa 6, 2022: TBA | - Current - will.i.am - Pixie Lott - Danny Jones - Melanie C (5–)7 - Former - Jessie J (3) - Paloma Faith (4) | {{plainlist\| |